# موگیلیوفکا
موگیلیوفکا (به لاتین: Mogilyovka) یک منطقهٔ مسکونی در روسیه است که در استان آمور واقع شده‌است.